# Minami-Alps
Minami-Alps (南アルプス市 Minami-Arupusu-shi?) es una ciudad en la prefectura de Yamanashi, Japón, localizada en la parte central de la isla de Honshū, en la región de Chūbu. Tenía una población estimada de 69 642 habitantes el 1 de marzo de 2021 y una densidad de población de 270 personas por km². Minami-Alps es la tercera ciudad más grande de la prefectura de Yamanashi. El nombre de la ciudad fue elegido en septiembre de 2002 entre las propuestas presentadas por el público en general y decidido mediante la votación de 65 miembros del consejo.

## Geografía
La ciudad lleva el nombre de su ubicación en las estribaciones orientales de los «Alpes del Sur» (montañas Akaishi). Esta cordillera incluye el monte Kita, la segunda montaña más alta de Japón, así como una serie de otras montañas que superan los 3000 metros. Las zonas urbanizadas se encuentran a lo largo de los tres ríos que corren a lo largo de estas montañas: el río Midai, el río Takizawa y el río Tsubo. El área se caracteriza por el cultivo de frutas, especialmente cerezas, duraznos, ciruelas, uvas, peras, caquis, kiwis y manzanas.

## Economía
La economía de Minami-Alps es principalmente agrícola, con el turismo estacional y la silvicultura desempeñando papeles secundarios.

## Historia

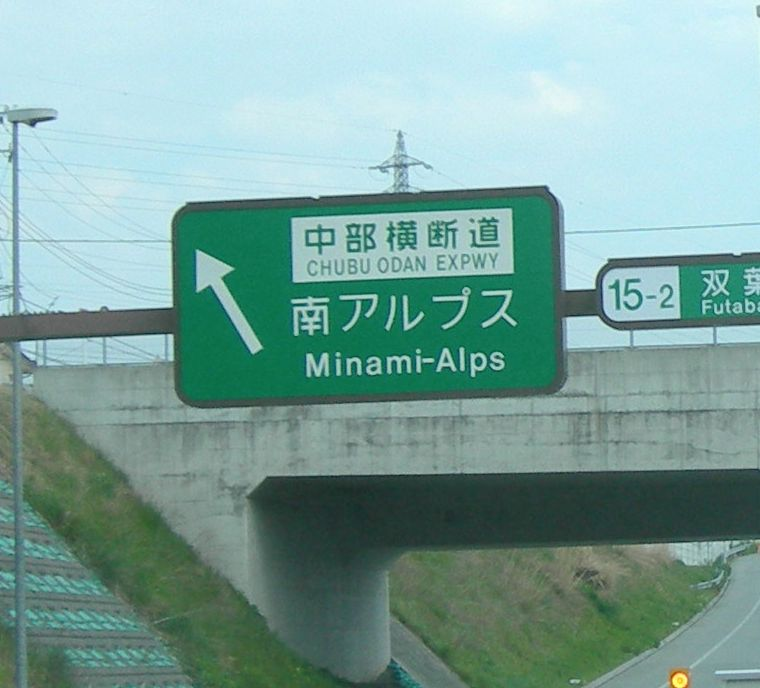
Representación del nombre de la ciudad con una combinación de inglés y rōmaji.

La ciudad de Minami-Alps fue establecida el 1 de abril de 2003, por la fusión de las villas de Kōsai, Kushigata, Shirane y Wakakusa, y los pueblos de Ashiyasu y Hatta (todas del distrito de Nakakoma).

## Demografía
Según los datos del censo japonés, la población de Minami-Alps ha crecido en los últimos 30 años.
| Gráfica de evolución demográfica de Minami-Alps entre 1940 y 2015 |
|                                                                   |
| Oficina de Estadística de Japón                                   |

### Clima
La ciudad tiene un clima caracterizado por veranos cálidos y húmedos e inviernos relativamente suaves (Cfa en la clasificación climática de Köppen). La temperatura media anual en Minami-Alps es de 10.3 °C. La precipitación media anual es de 1539 mm siendo septiembre el mes más húmedo. Las temperaturas son más altas en promedio en agosto, alrededor de 27.4 °C, y más bajas en enero, alrededor de 4.4 °C.
| Parámetros climáticos promedio de Minami-Alps (1981–2010) | Parámetros climáticos promedio de Minami-Alps (1981–2010) | Parámetros climáticos promedio de Minami-Alps (1981–2010) | Parámetros climáticos promedio de Minami-Alps (1981–2010) | Parámetros climáticos promedio de Minami-Alps (1981–2010) | Parámetros climáticos promedio de Minami-Alps (1981–2010) | Parámetros climáticos promedio de Minami-Alps (1981–2010) | Parámetros climáticos promedio de Minami-Alps (1981–2010) | Parámetros climáticos promedio de Minami-Alps (1981–2010) | Parámetros climáticos promedio de Minami-Alps (1981–2010) | Parámetros climáticos promedio de Minami-Alps (1981–2010) | Parámetros climáticos promedio de Minami-Alps (1981–2010) | Parámetros climáticos promedio de Minami-Alps (1981–2010) | Parámetros climáticos promedio de Minami-Alps (1981–2010) |
| Mes                                                       | Ene.                                                      | Feb.                                                      | Mar.                                                      | Abr.                                                      | May.                                                      | Jun.                                                      | Jul.                                                      | Ago.                                                      | Sep.                                                      | Oct.                                                      | Nov.                                                      | Dic.                                                      | Anual                                                     |
| --------------------------------------------------------- | --------------------------------------------------------- | --------------------------------------------------------- | --------------------------------------------------------- | --------------------------------------------------------- | --------------------------------------------------------- | --------------------------------------------------------- | --------------------------------------------------------- | --------------------------------------------------------- | --------------------------------------------------------- | --------------------------------------------------------- | --------------------------------------------------------- | --------------------------------------------------------- | --------------------------------------------------------- |
| Temp. máx. media (°C)                                     | 4.4                                                       | 5.2                                                       | 9.9                                                       | 15.3                                                      | 19.8                                                      | 22.4                                                      | 26.2                                                      | 27.4                                                      | 22.9                                                      | 17.2                                                      | 12.6                                                      | 7.5                                                       | 15.9                                                      |
| Temp. media (°C)                                          | -1.6                                                      | -0.8                                                      | 2.9                                                       | 9.1                                                       | 13.7                                                      | 17.6                                                      | 21.7                                                      | 22.5                                                      | 18.4                                                      | 6.7                                                       | 12                                                        | 1.4                                                       | 10.3                                                      |
| Temp. mín. media (°C)                                     | -7.5                                                      | -6.7                                                      | -3.1                                                      | 3                                                         | 7.7                                                       | 12.9                                                      | 17.2                                                      | 17.7                                                      | 14                                                        | 6.9                                                       | 0.8                                                       | -4.6                                                      | 4.9                                                       |
| Precipitación total (mm)                                  | 43                                                        | 58                                                        | 96                                                        | 124                                                       | 134                                                       | 212                                                       | 188                                                       | 191                                                       | 206                                                       | 162                                                       | 77                                                        | 48                                                        | 1539                                                      |
| Fuente:                                                   |                                                           |                                                           |                                                           |                                                           |                                                           |                                                           |                                                           |                                                           |                                                           |                                                           |                                                           |                                                           |                                                           |

## Ciudades hermanas
Minami-Alps está hermanada con:
- Tsubetsu, Japón;
- Iwamizawa, Japón;
- Anamizu, Japón;
- Ogasawara, Japón;
- Marshalltown, EE. UU.;[9]
- Winterset, EE. UU.[9]
- Queanbeyan, Nueva Gales del Sur, Australia;[10]
- Dujiangyan, Sichuan, China.